# Benteng Harapan
Benteng Harapan is een bestuurslaag in het regentschap Kaur van de provincie Bengkulu, Indonesië. Benteng Harapan telt 580 inwoners (volkstelling 2010).